# William M. Lowe
William Manning Lowe, född 12 juni 1842 i Huntsville, Alabama, död 12 oktober 1882 i Huntsville, Alabama, var en amerikansk politiker (Greenbackpartiet). Han var ledamot av USA:s representanthus 1879–1881 och på nytt från 3 juni 1882 fram till sin död. Lowe tjänstgjorde i sydstatsarmén i amerikanska inbördeskriget och avancerade till överstelöjtnant.
Lowe ligger begravd på Maple Hill Cemetery i Huntsville.